# دختر دبیرستانی
دختر دبیرستانی (ایتالیایی: La liceale) یک فیلم کمدی سکسی سبک ایتالیایی به کارگردانی میکله ماسیمو تارنتینی است که در سال ۱۹۷۵ منتشر شد. این فیلم آغاز موفقیت حرفه‌ای واقعی برای گلوریا گوئیدا بود که منجر به تولید ۵ فیلم دیگر تحت عنوان «دختر دبیرستانی» شد که در در چهار تای آنها، گلوریا گویدا نقش اصلی را بازی می‌کند. قسمت دوم این فیلم، دختر دبیرستانی در کلاس رفوزه‌ها نام دارد.

## گزیدهٔ بازیگران
- گلوریا گوئیدا
- آلوارو ویتالی
- جوزپه پامبیری
- جانفرانکو دانجلو
- رنتسو مارینیانو
- جیزلا سوفیو
- ماریو کاروتنوتو
- انتسو کاناواله
- ایلونا استالر
- فرانکو دیوجنه